# Palloptera septentrionalis
Palloptera septentrionalis är en tvåvingeart som beskrevs av Leander Czerny 1934. Palloptera septentrionalis ingår i släktet Palloptera och familjen prickflugor. Inga underarter finns listade i Catalogue of Life.